# 130 a.C.

## Eventos
- Lúcio Cornélio Lêntulo e Marco Perpena, cônsules romanos.[1]. Continua a campanha contra Eumenes III, um pretendente ao Reino de Pérgamo, que é derrotado e capturado por Perperna, mas sem uma vitória decisiva.
- Lêntulo morreu no cargo, e em seu lugar foi eleito Caio Cláudio Pulcro[1].
- Os judeus conquistam de facto sua independência do Império Selêucida.

## Mortes
- Lúcio Cornélio Lêntulo, enquanto ocupava o cargo de cônsul romano.[1]